# Glorious (álbum)
Glorious, en español «Glorioso», es el álbum debut de la cantante y compositora Inglesa Foxes. Inicialmente su lanzamiento fue programado para el 28 de febrero de 2014, pero se retrasó al 12 de mayo de 2014, para realizar la publicación del disco simultáneamente en todo el mundo. El álbum está disponible en tres versiones; el álbum estándar, una versión de lujo y una edición limitada en vinilo.

## Antecedentes y liberación
Después de una serie de canciones de éxito, que aparece como un artista "ofrecido", junto a Zedd , Fall Out Boy , Sub Focus y Rudimental , así como un único éxito en la Youth, Foxes (Allen) mostró intención en la liberación de un álbum lleno de alejarse desde el título de "artista invitado". En una entrevista con Billboard , afirmó que la razón era "[...] Porque yo también tengo mi música que es mi bebé". En una entrevista durante el "Making of del álbum" video destacado en su VEVO página en YouTube , Allen llama el álbum "muy personal", al igual que su influencia es de su infancia, así como su crecimiento. También afirma el álbum es "me habla a mí mismo", como la música para ella es una "forma de terapia".
Desde el mismo video, Allen describió su proceso de presentación de las canciones, en la que declaró: "Me siento como si la canción ya existe" y "Comienzo con un gran trozo de papel blanco y sólo voy a escribir cosas que estoy sintiendo [ ...] Es algo que sale de la nada "".
La lista de pistas cuenta con varias canciones nuevas, así como dos canciones incluidas en su primer EP Warrior (2012) ("In Her Arms" y "White Coats").
El álbum fue lanzado el 12 de mayo de 2014, tanto en formato digital y físico.

## Promoción
Aunque no se clasifica como parte de la promoción de la carrera hasta Glorious "Holding Onto Heaven" se puso a disposición de forma gratuita en iTunes durante el mes de diciembre de 2013.
El 17 de abril de 2014, Amazon Artista Lounge - EP fue lanzado para su descarga en Amazon de forma gratuita. Contiene versiones en vivo de Let Go For Tonight, Youth y Holding Onto Heaven.

### Tour
| Fecha de Tours        | Fecha de Tours | Fecha de Tours | Fecha de Tours         |             |             |             |             |             |             |             |             |
| Fecha                 | Ciudad         | País           | Lugar                  |             |             |             |             |             |             |             |             |
| Reino Unido           | Reino Unido    | Reino Unido    | Reino Unido            | Reino Unido | Reino Unido | Reino Unido | Reino Unido | Reino Unido | Reino Unido | Reino Unido | Reino Unido |
| --------------------- | -------------- | -------------- | ---------------------- | ----------- | ----------- | ----------- | ----------- | ----------- | ----------- | ----------- | ----------- |
| 24 de febrero de 2014 | Liverpool      | Inglaterra     | East Village Arts Club |             |             |             |             |             |             |             |             |
| 25 de febrero de 2014 | Birmingham     | Inglaterra     | The Institute          |             |             |             |             |             |             |             |             |
| 26 de febrero de 2014 | Glasgow        | Escocia        | King Tut's Wah Wah Hut |             |             |             |             |             |             |             |             |
| 28 de febrero de 2014 | Oxford         | Inglaterra     | O2 Academy             |             |             |             |             |             |             |             |             |
| 1 de marzo de 2014    | Nottingham     | Inglaterra     | Stealth                |             |             |             |             |             |             |             |             |
| 2 de marzo de 2014    | Brighton       | Inglaterra     | The Haunt              |             |             |             |             |             |             |             |             |
| 4 de marzo de 2014    | Londres        | Inglaterra     | Scala                  |             |             |             |             |             |             |             |             |
| 6 de marzo de 2014    | Leeds          | Inglaterra     | The Cockpit            |             |             |             |             |             |             |             |             |
| 7 de marzo de 2014    | Bristol        | Inglaterra     | Thekla                 |             |             |             |             |             |             |             |             |
| 8 de marzo de 2014    | Manchester     | Inglaterra     | The Ruby Lounge        |             |             |             |             |             |             |             |             |
| Irlanda               |                |                |                        |             |             |             |             |             |             |             |             |
| 10 de marzo de 2014   | Dublín         | Irlanda        | O2 Academy 2           |             |             |             |             |             |             |             |             |
| Reino Unido           |                |                |                        |             |             |             |             |             |             |             |             |
| 19 de mayo de 2014    | Portsmouth     | Inglaterra     | The Wedgewood Rooms    |             |             |             |             |             |             |             |             |
| 20 de mayo de 2014    | Brighton       | Inglaterra     | Concorde 2             |             |             |             |             |             |             |             |             |
| 21 de mayo de 2014    | Londres        | Inglaterra     | Koko                   |             |             |             |             |             |             |             |             |
| 23 de mayo de 2014    | Sheffield      | Inglaterra     | Leadmill               |             |             |             |             |             |             |             |             |
| 24 de mayo de 2014    | Edinburgo      | Escocia        | Potterrow              |             |             |             |             |             |             |             |             |

## Singles
" Youth ", fue lanzado el 6 de septiembre de 2013, y fue clasificado como el primer sencillo del álbum. Como el primer sencillo del álbum. La canción alcanzó el número 12 en el UK Singles Chart .
" Let Go for Tonight "fue lanzado como segundo sencillo del álbum el 23 de febrero de 2014. La canción entró en el UK Singles Chart en el número 7, convirtiéndose en su más alto pico único y primer top 10 solo.
" Holding Onto Heaven "fue lanzado como el tercer sencillo del álbum el 4 de mayo de 2014. Se estrenó en la lista de singles del Reino Unido en el número 14.
" Glorious "fue confirmado para ser el cuarto single de Foxes, y se dará a conocer el 12 de agosto de 2014.

### Otras canciones
Si Gloriosa fue pre-ordenado en iTunes , "Shaking Heads" se puede descargar junto con la pre-orden del álbum.
La versión en vivo de " Clarity "se puso a disposición para descargar de forma gratuita en MP3 de Amazon tienda.

## Recepción
Glorious recibió críticas favorables en general. En el sitio Metacritic, el álbum debut de la cantante británica recibió una puntuación media de 61 sobre la base de 8 críticas. The Guardian puntuó al álbum con 3 de 5 estrellas, comentando "todo acerca de este debut de Southampton de la cantautora Louisa Rose Allen, más conocida como Foxes, se tensiona enormemente", procediendo a la conclusión: "Aunque el álbum es formulista y pulido, no hay suficientes rechinidos en su oscuridad, paisajes sonoros brillantes e historias de romance nocturno para que intrigue - y la voz de Allen tiene el poder para que coincida con los tambores en auge"
La crítica de la revista Fortitude fue muy positiva, otorgando al disco las 5 estrellas, y que dice "desde colaboraciones pasadas, no te culparía si estuvieras esperando un álbum repleto de petardos club con gotas de EDM en abundancia en donde se trata más sobre la música y el cantante se siente como un huésped en su propio álbum. Pero ese no es el caso ... En absoluto! ", mientras que se llega a la conclusión: "ha sido un largo tiempo, pero Foxes ha ejecutado un álbum casi perfecto que se mantiene cohesivo y sin que cada canción suene como la otra. Dando en el clavo en nuestra cabeza, este álbum es en gran medida un esfuerzo glorioso ".
Ludovic Hunter-Tilney del Financial Times dijo que Glorious es una "zona libre de ZEDD", diciendo que Foxes fue el "intercambio [de Música Electro] para el estilo de Florence and the Machine ", terminando con "diseñado para la máxima exposición, una producción en pantalla grande;  sin embargo, su drama no está demasiado cocido como el de Florence and the Machine ".
Lewis Corner, de Digital Spy, llama a Glorious "[...] un álbum de debut estelar que se necesita para hacer a Foxes un nombre familiar de una vez por todas y merecidamente",  mientras que también alaba la pista más brillante, "Let Go for Tonight", diciendo que en ella Foxes "demuestra toda su fuerza".
No todas las opiniones fueron positivas, sin embargo. En su opinión, Holly Williams, de The Independent , fue un poco más negativa, diciendo: "Glorious se sienta firmemente en la categoría de un gran dance-pop vocal, un escenario ya demasiado lleno de artistas como Miley, Rihanna, Ellie, Florence ... Tiene la mezcla estatutaria de baladas y petardos, a pesar de que falle en ponerme a hacer zumbidos rítmicamente", así como "es cierto que la chica tiene tuberías de graves y su voz suena menos arreglada que la mayoría - incluso si es <<trasatlánticamente>> desprovisto de cualquier toque inglés. Líricas poco resaltables son entregadas en un canturreo sensual, <<un cinturón de manos en el aire>>, o un susurro dulce. Hay pistas divertidas de baile, pero pocas reales <<de gusanos de oreja>>. Esto se suma a un paquete veraniego superficialmente atractivo; brillantemente producido y de una personalidad libre ". Ella le dio al álbum 3 estrellas.}
Del mismo modo, Hatti Linnell, de Nouse, llamó el álbum "decepcionante", y que el álbum tiene "una calidad confusa de ser muy buena, pero carece de cualquier rasgo memorable", mientras que siendo especialmente crítico con la canción "Night Owls Early Birds", diciendo que "[se] ha perdido en el medio del disco en algún lugar", al tiempo que criticaba su voz en la pista, diciendo que la letra "[se encuentra en un] plano de caída en tonos de Allen, ya que su voz, por desgracia, carece del carácter necesario para hacer la canción interesante, sobre todo contra los aburridos bajos de la guitarra de respaldo". Linnell no era del todo crítica, sin embargo, va a decir que el mejor trabajo de Foxes en Glorious "viene a través de sus canciones más tranquilas, basadas en piano, como <<Count The Saints>> y <<Night Glo>>". Linnell concluyó "por mucho que deseo que Foxes tenga éxito, estoy convencido de que tanto ella como sus canciones carecen de la <<je ne sais quoi>> que convierte a canciones pop de buenas a inolvidables"

## Lista de canciones
Toda la música compuesta por Foxes. 
| N.º | Título                   | Escritor(es)                                                              | Productor(es)                           | Duración |  |
| 1.  | «Talking To The Ghosts»  | Louisa Allen - Liam Howe - Michael Martens - Ralf Doerper - Andreas Thein | Howe                                    | 4:21     |  |
| 2.  | «Youth»                  | Allen - Jonny Harris                                                      | GhostWriter                             | 4:19     |  |
| 3.  | «Holding Onto Heaven»    | Allen - Harris - Toby Gad                                                 | Mike Spencer - Future Cut               | 3:31     |  |
| 4.  | «White Coats»            | Allen - Harris                                                            | GhostWriter                             | 4:06     |  |
| 5.  | «Let Go For Tonight»     | Allen - Tom Hull                                                          | Mike Spencer - Future Cut - Ben Preston | 3:58     |  |
| 6.  | «Night Glo»              | Allen - Tom Hull                                                          | Howe                                    | 4:25     |  |
| 7.  | «Night Owls Early Birds» | Allen - Jarrad Rogers                                                     | Ghostwriter - Roggers                   | 3:29     |  |
| 8.  | «Glorious»               | Allen - Harris                                                            | Ghostwriter - Spencer                   | 4:21     |  |
| 9.  | «Echo»                   | Allen - Harris                                                            | Ghostwriter - Matt Wiggins              | 4:04     |  |
| 10. | «Shaking Heads»          | Allen - Howe                                                              | Howe                                    | 4:47     |  |
| 11. | «Count The Saints»       | Allen - Ben Mark                                                          | Ghostwriter                             | 3:36     |  |

| Bonus tracks de la edición deluxe de iTunes Store |                  |                                                                |                      |          |  |
| N.º                                               | Título           | Escritor(es)                                                   | Productor (es)       | Duración |  |
| 12.                                               | «Clarity (Live)» | Anton Zaslavski - Holly Brook - Matthew Koma - Porter Robinson | Ghostwriter          | 3:33     |  |
| 13.                                               | «Beauty Queen»   | Allen - Jonny Wright - Dan Radclyffe                           | Utters - Ghostwriter | 4:22     |  |
| 14.                                               | «Home»           | Allen - Harris                                                 | Ghostwriter          | 3:35     |  |
| 15.                                               | «In Her Arms»    | Allen - Radclyffe - Wright                                     | Ghostwriter          | 4:45     |  |
| 16.                                               | «The Unknown»    | Allen - Harris                                                 | Ghostwriter          | 4:14     |  |

## Certificaciones

### Certificationes
| País        | Proveedor | Certificación | Ventas |
| ----------- | --------- | ------------- | ------ |
| Reino Unido | BPI       | Plata         | 20,000 |
| Irlanda     | IRMA      | Oro           | 7,500  |

## Posicionamiento en listas

### Listas Semanales
| Lista (2014)                       | Posición |
| ---------------------------------- | -------- |
| Australia (ARIA)                   | 36       |
| Canadá (Billboard Canadian Albums) | 64       |
| Irlanda (IRMA)                     | 11       |
| Japón (Japanese Album Chart)       | 71       |
| Nueva Zelanda (Recorded Music NZ)  | 29       |
| Escocia (Scottish Albums Chart)    | 5        |
| Reino Unido (UK Albums Chart)      | 5        |
| US (US Billboard Top Heatseekers)  | 27       |